# Tour de Feminin

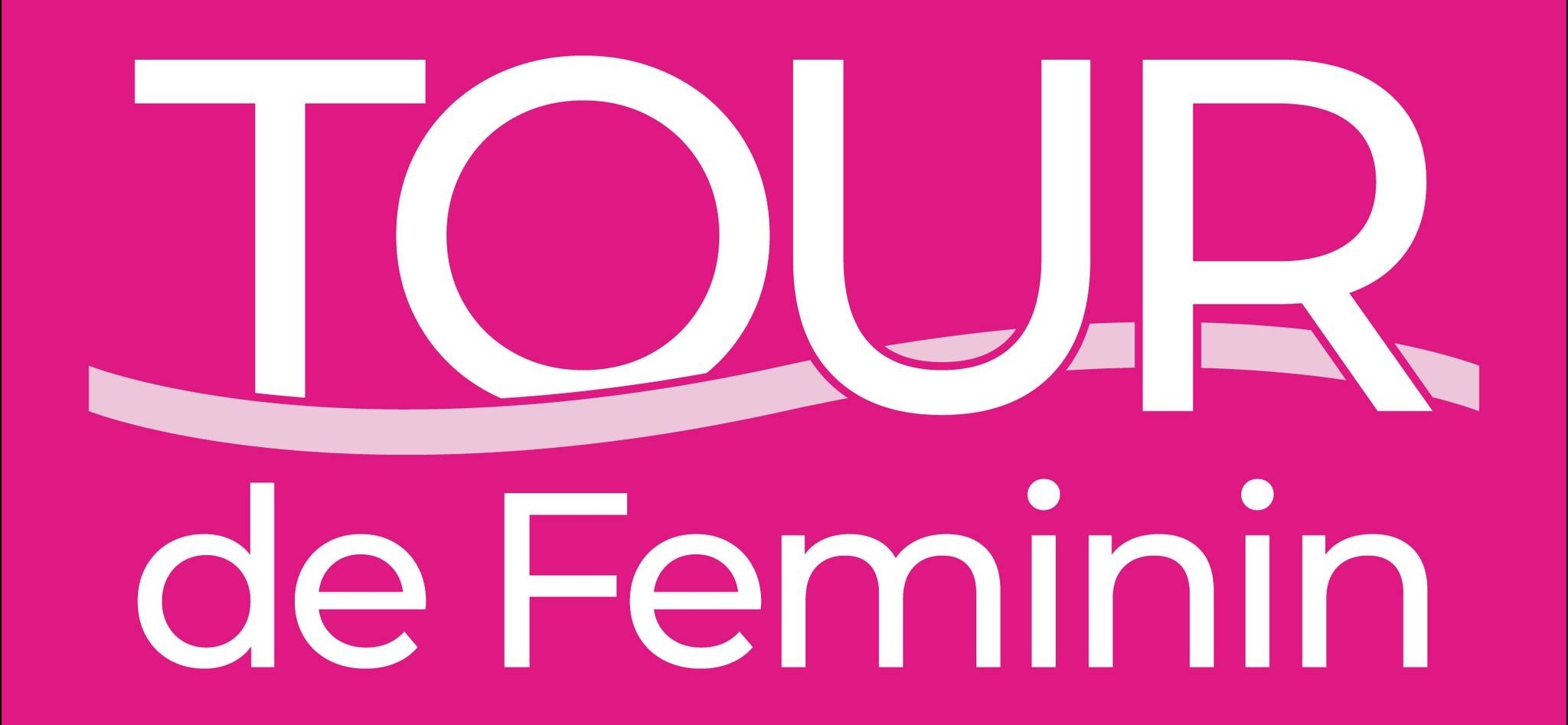
Offizielles Logo der Tour de Feminin - ein jährliches Radetappenrennen für Frauen

Die Tour de Feminin, vor 2010 Tour de Feminin – Krásná Lípa und von 2010 bis 2020 Tour de Feminin – O cenu Českého Švýcarska, ist ein Straßenradrennen im Frauenradsport in Tschechien.
Das Etappenrennen ist Teil des Rennkalenders der Union Cycliste Internationale in der Kategorie 2.2. Das Rennen wird vom lokalen Radsportclub aus Krásná Lípa ausgerichtet. Es besteht aus vier oder fünf Etappen und führt durch die Tschechische Republik im Bereich des Dreiländerecks mit Deutschland und Polen.
Rekordhalterin mit sechs Siegen ist die deutsche Rennfahrerin Hanka Kupfernagel.

## Palmarès
| Jahr | Sieger                  | Zweiter                           | Dritter                           |          |
| ---- | ----------------------- | --------------------------------- | --------------------------------- | -------- |
| 1988 | Radka Kynelova          | Eva Orvošová                      | Iveta Sitárová                    |          |
| 1989 | Radka Kynelova          | Eva Orvošová                      | Ildiko Paczova                    |          |
| 1990 | Eva Orvošová            | Radka Kynelova                    | Iveta Sitárová                    |          |
| 1991 | Ildiko Paczova          | Julie Pekárková                   | Jarmila Snahnicanova              |          |
| 1992 | Alena Barillová         | Lenka Ilavská                     | Šárka Pešková Víchová             |          |
| 1993 | Sandra Schumacher       | Susanne Plambeck                  | Iveta Sitárová                    |          |
| 1994 | Sinaida Stahurskaja     | Rebecca Bailey                    | Hanka Kupfernagel                 |          |
| 1995 | Lenka Ilavská           | Bogumiła Matusiak                 | Judith Arndt                      |          |
| 1996 | Hanka Kupfernagel       | Kerstin Scheitle                  | Miluše Flašková                   |          |
| 1997 | Hanka Kupfernagel       | Rasa Polikevičiūtė                | Lenka Ilavská                     |          |
| 1998 | Svetlana Guiguileva     | Lucia Pizzolotto                  | Yuliya Murenkaya                  |          |
| 1999 | Hanka Kupfernagel       | Yuliya Murenkaya                  | Sandra Missbach                   |          |
| 2000 | Hanka Kupfernagel       | Bogumiła Matusiak                 | Walentyna Karpenko                |          |
| 2001 | Sandra Wampfler         | Bogumiła Matusiak                 | Sophie Creux                      |          |
| 2002 | Bogumiła Matusiak       | Trixi Worrack                     | Anita Valen de Vries              |          |
| 2003 | Walentyna Karpenko      | Lada Kozlíková                    | Sarah Düster                      |          |
| 2004 | Trixi Worrack           | Chantal Beltman                   | Theresa Senff                     |          |
| 2005 | Tina Liebig             | Bogumiła Matusiak                 | Eva Lutz                          |          |
| 2006 | Theresa Senff           | Lada Kozlíková                    | Hanka Kupfernagel                 |          |
| 2007 | Hanka Kupfernagel       | Andrea Graus                      | Edwige Pitel                      |          |
| 2008 | Angela Hennig           | Trixi Worrack                     | Sarah Düster                      |          |
| 2009 | Alexandra Burtschenkowa | Edwige Pitel                      | Martina Růžičková                 |          |
| 2010 | Trixi Worrack           | Alexandra Burtschenkowa           | Sarah Düster                      |          |
| 2011 | Amanda Spratt           | Natalja Bojarskaja                | Larissa Pankowa                   |          |
| 2012 | Larissa Pankowa         | Carla Ryan                        | Martina Ritter                    |          |
| 2013 | Amy Cure                | Emma Pooley                       | Martina Ritter                    |          |
| 2014 | Brianna Walle           | Martina Sáblíková                 | Vera Koedooder                    |          |
| 2015 | Tatjana Antoschina      | Lauren Stephens                   | Anna Plichta                      |          |
| 2016 | Cecilie Uttrup Ludwig   | Anna Plichta                      | Natalja Bojarskaja                |          |
| 2017 | Ruth Edwards            | Tayler Wiles                      | Ann-Sophie Duyck                  |          |
| 2018 | Leah Thomas             | Jelisaweta Wassiljewna Oschurkowa | Sofie De Vuyst                    |          |
| 2019 | Vita Heine              | Aurela Nerlo                      | Jelisaweta Wassiljewna Oschurkowa |          |
| 2020 | abgesagt                | abgesagt                          | abgesagt                          | abgesagt |
| 2021 | Joscelin Lowden         | Morgane Coston                    | Corinna Lechner                   |          |
| 2022 | abgesagt                | abgesagt                          | abgesagt                          | abgesagt |
| 2023 | Olha Kulynytsch         | Dominika Włodarczyk               | Eliška Kvasničková                |          |
| 2024 | Julia Kopecký           | Femke de Vries                    | Xaydée Van Sinaey                 |          |
| 2025 | Kate Richardson         | Malwina Mul                       | Xaydée Van Sinaey                 |          |